# Paravibrissina caldwelli
Paravibrissina caldwelli là một loài ruồi trong họ Tachinidae.